# PDCI
PDCI (akronim z ang. partial deafness cochlear implantation) – metoda leczenia częściowej głuchoty przy pomocy wszczepienia implantu ślimakowego.

## Historia
Po raz pierwszy w świecie implantacja w częściowej głuchocie została przeprowadzona przez profesora Henryka Skarżyńskiego z Instytutu Fizjologii i Patologii Słuchu w Warszawie u dorosłego pacjenta, a następnie po uzyskaniu bardzo dobrych rezultatów zastosowana również u dziecka.

## Opis metody
Częściowa głuchota jest zaburzeniem słuchu, w którym uszkodzone są komórki ślimaka odpowiedzialne za odbiór wysokich i średnich częstotliwości, podczas gdy odbiór niskich częstotliwości jest zachowany. Przyczyna takiego uszkodzenia słuchu do tej pory nie została jednoznacznie ustalona. Pacjent dotknięty tym schorzeniem nie odbiera wysokich i średnich zakresów dźwięku, a więc np. dźwięku dzwonka, telefonu, muzyki. Również mowa staje się bardzo trudna w odbiorze. Jakość życia tych pacjentów jest znacznie upośledzona.
W całkowitej głuchocie metodą jej leczenia jest implant ślimakowy. Elektrodę czynną implantu wprowadza się poprzez kochleostomię, czyli milimetrowy otwór wykonany w kostnej pokrywie ślimaka do jego wnętrza. Elektroda ta poprzez swoje regularnie umieszczone kanały stymuluje zakończenia nerwu słuchowego na poszczególnych częstotliwościach wywołując wrażenia słuchowe.
W przypadku częściowej głuchoty elektrodę czynną implantu ślimakowego o specjalnej budowie wprowadza się tylko częściowo do ślimaka i nie przez kochleostomię lecz przez otwór w okienku okrągłym ślimaka. Głębokość założenia elektrody opracowywana jest indywidualnie na podstawie badania słuchu pacjenta. Implant ślimakowy stymuluje zakończenia nerwu słuchowego odpowiedzialne za odbiór wysokich i średnich częstotliwości, natomiast niskie częstotliwości pozostawione są bez stymulacji elektrycznej.
| Audiogram pacjenta z prawidłowym słuchem | Audiogram pacjenta z głębokim odbiorczym niedosłuchem | Audiogram pacjenta z częściową głuchotą |
| ---------------------------------------- | ----------------------------------------------------- | --------------------------------------- |
|                                          |                                                       |                                         |

Metoda wymaga podejścia chirurgicznego zwanego soft surgery, pozwalającego w znaczącym procencie na zachowanie resztek słuchu na niskich częstotliwościach.